# Гива
Гива (Гивах; англ. Geevagh; ирл. An Ghaobhach, ветреное (место)) — деревня в Ирландии, находится в графстве Слайго (провинция Коннахт) у региональной дороги R284.